# Jarosław Zyskowski
Jarosław Robert Zyskowski (Breslavia, 16 luglio 1992) è un cestista polacco.

## Palmarès

### Squadra
- Campionato polacco: 4

Włocławek: 2017-18, 2018-19
Zielona Góra: 2019-20
Trefl Sopot: 2023-24
- Supercoppa polacca: 2

Włocławek: 2017
Zielona Góra: 2021
- Coppa di Polonia: 1

Trefl Sopot: 2023

### Individuale
- MVP Supercoppa polacca: 1

Zielona Góra: 2021